# Therese Björk
Gunilla Therese Björk, född 15 september 1981, är en svensk fotbollsspelare (mittfältare) som sedan 2015 spelar för Vittsjö GIK i Damallsvenskan.
Björk debuterade i Damallsvenskan som 17-åring 1999. Inför säsongen 2011 hade hon spelat 147 allsvenska matcher och sa upp sitt kontrakt, men några veckor senare valde hon att fortsätta spela för KDFF ett år till. Hon har även skrivit kontrakt för säsongen 2012. I december 2013 förlängde hon sitt kontrakt över säsongen 2014. Under säsongen 2014 spelade hon med tröjnummer 400, då Kristianstad firade 400-årsjubileum.
Till säsongen 2015 gick Björk över till Vittsjö GIK.
Björk var med och vann EM-guld med Sveriges U19-landslag 1999.